# Pterolophia pseudocostalis
Pterolophia pseudocostalis là một loài bọ cánh cứng trong họ Cerambycidae.